# Samuel Glatfelter

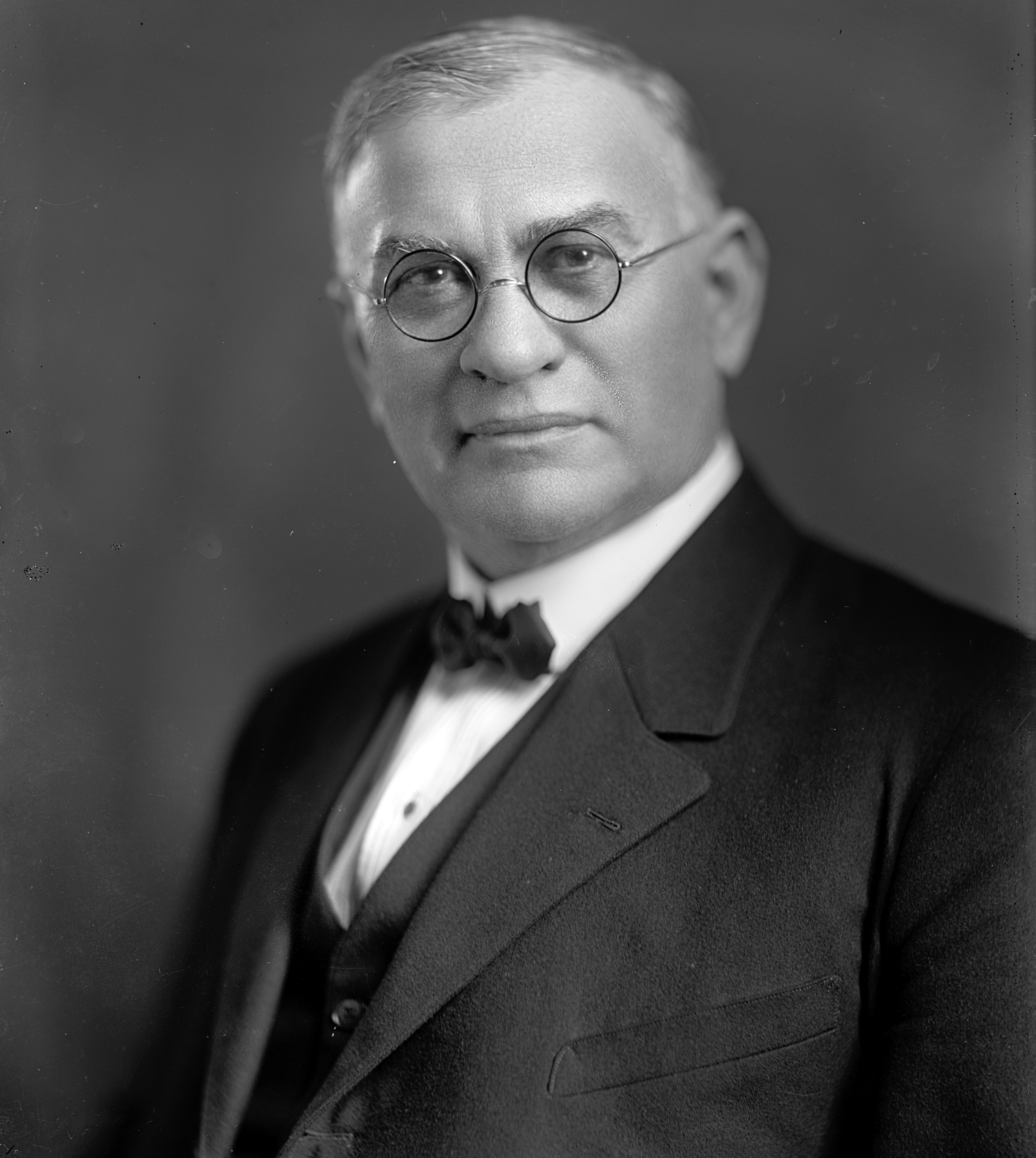
Samuel Glatfelter

Samuel Feiser Glatfelter (ur. 7 kwietnia 1858 koło Loganville, Pensylwania, zm. 23 kwietnia 1927 w York, Pensylwania) – amerykański polityk, członek Izby Reprezentantów z ramienia Partii Demokratycznej.
Kształcił się m.in. w Pennsylvania College w Gettysburgu, pracował przez lata jako nauczyciel, potem w prywatnym sektorze budowlanym i bankowym. Jako reprezentant demokratów zasiadał w 68. kadencji Kongresu od marca 1923 do marca 1925; bezskutecznie ubiegał się o ponowny wybór w 1924. Zmarł 23 kwietnia 1927 w York.